# 尚赫寺
尚赫寺，位于蒙古国前杭爱省，是一座藏传佛教格鲁派寺院。

## 沿革
尚赫寺坐落在哈拉和林城东南25公里处，是蒙古国最古老和最有历史意义的佛教寺院之一。“尚赫”（Шанх）一名的来历不详，有些人认为是指该寺与额尔德尼召之间的小山脉，也有些人则认为该词是指“一组对象按照特定的顺序排列”。
尚赫寺于1647年由第一世哲布尊丹巴扎那巴扎尔兴建，当时他还只是个12岁的孩子。大约同期兴建的还有附近的图布浑寺。尚赫寺最早曾经长期被称为“西库伦”（Баруун хүрээ，Baruun Khüree），起初它只是一座蒙古包寺院，经过多次迁移，最终在1787年迁至现址，并被命名为“尚赫寺”。然而，大批僧侣仍然继续维持着迁徙不定的营地，直到19世纪末。俄罗斯民族志学家阿列克谢·马特维耶维奇·波兹涅夫在1892年访问了该寺，根据他的说法，除了在1710年至1790年间建成的主殿之外，该寺还有五座大型且装饰精美的蒙古包，这五座蒙古包可容纳近200人。
在鼎盛时期，该寺包括几个学院，教授密宗仪轨，特别是时轮、佛教哲学和占星术。1921年，也是1921年蒙古革命之年，该寺共有约20座建筑以及1500多名僧侣。
如同蒙古人民共和国大多数佛教寺院一样，尚赫寺于1937年被关闭，大多数建筑被政府毁灭，这是大镇压的一部分。该寺许多僧人被处决或者送往西伯利亚的劳改营，五位年轻的沙弥则被允许返回家中。该寺的主殿躲过了毁灭之灾，后来被用作仓库。幸运的是，该寺大多数珍贵文物被上述五位小沙弥之一的贡布（Gombo）转移并隐藏起来，从而逃过了对该寺的毁灭。
1990年蒙古民主革命之后，上述沙弥中的健在者回到该寺，开始恢复主殿。1993年，十四世达赖派三位藏族僧人来到该寺，参与在蒙古国复兴佛教的事业。该寺的主殿以其七座时轮金刚坛城而著称，这七座坛城描绘了全部722个时轮金刚神祇，这在蒙古国是唯一的。